# Вільчинський Станіслав Йосипович
Станіслав Йосипович Вільчинський (нар. 27 березня 1964, м. Івано-Франківськ) — український фізик-теоретик, доктор фізико-математичних наук (2002). Професор,  Голова Національного Фонду Досліджень України, один з лідерів колаборації SHiP (ЦЕРН, Швейцарія), член Європейського фізичного товариства.

## Життєпис
Народився в м. Івано-Франківську. У 1980—1985 роках професійно займався футболом, виступав за юнацькі збірні України, був кандидатом до юнацьких збірних Радянського Союзу,  виступав за Спартак (Івано-Франківськ) (тепер Прикарпаття). 
В 1985 році внаслідок проблем із зором завершив футбольну кар'єру і вступив на фізичний факультет Київського національного університету імені Тараса Шевченка. Протягом навчання виступав  на аматорському рівні за футбольну команду Машинобудівник (Бородянка).
27 вересня  1986 р народився  син Анатолій Вільчинський.
У 1990 році здобув вищу освіту після закінчення навчання в університеті (диплом з відзнакою), спеціальність «Фізика».  У 1993 р. під керівництвом член-кореспондента НАНУ П. І. Фоміна здобув науковий ступінь "Кандидата фізико-математичних наук", у 2002 р. здобув науковий ступінь "Доктор фізико-математичних наук", спеціалізація -теоретична фізика. 
Професійна діяльність неперервно пов'язана з Київським національним університетом імені Тараса Шевченка. 
У 1995—2003 роках був заступником декана фізичного факультету цього університету. 
У 1993—1995 роках — молодший науковий співробітник кафедри квантової теорії поля, у 1995—1998 роках — асистент кафедри квантової теорії поля. У 1998—2003 роках — доцент кафедри квантової теорії поля. 
З 1 червня  2003 року до теперішнього часу — завідувач кафедри квантової теорії поля Київського національного університету імені Тараса Шевченка.
У 2004 році — присвоєно вчене звання професора кафедри квантової теорії поля. 
Починаючи з 2005 року студентами кафедри квантової теорії поля в основному є переможці Міжнародних та Всеукраїнських олімпіад з фізики та астрономії, кращі випускники спеціалізованих фізико-математичних ліцеїв України. Кафедра квантової теорії поля в тісному контакті з Інститутом теоретичної фізики імені М.М.Боголюбова Національної Академії Наук України готує висококваліфікованих конкурентноспроможних фізиків-теоретиків, які успішно продовжують свою професійну кар'єру в передових міжнародних науково-дослідницьких центрах України, Швейцарії, Німеччини, Нідерландів, Великої Британії, США.   
З 2006 року С. Вільчинський є заступником  голови  журі Всеукраїнської олімпіади юних фізиків, а 
З 2007 року один з наукових керівників національної збірної України на міжнародних олімпіадах з фізики (The International Physics Olympiad (IPhO)).
У 2018 р. С. Вільчинський був обраний до складу Наукової Ради Національного Фонду Досліджень України. З січня 2019 р. був заступником Голови, а в березні 2022 року обраний Головою Національного Фонду Досліджень України.

## Наукова діяльність
Проводить наукові дослідження і є автором наукових публікацій  у міжнародних журналах в галузіі космології раннього Всесвіту, розширення Стандартної Моделі елементарних частинок, макроскопічних квантових явищ. 
Кандидатська дисертація «Деякі питання релятивістської теорії надплинності» (1993).
Докторська дисертація «Надплинна гідродинаміка та типи збуджень у квантових бозе-рідинах за наявності двох конденсатів» (2002).
В період 2007-2010 рр. був науковим керівником  міжнародного проекту зі створення в Україні перших «Віртуальних Рентгенівських і Гамма Обсерваторій VIRGO», метою яких є надання доступу до масивів даних спостережень з астрофізики високих енергій та космології, а також до необхідного для аналізу даних програмного забезпечення.  В 2007—2009 рр. почали працювати перші три українські науково-освітні центри «VIRGO», які успішно функціонують і по теперішній час.
С. Вільчинський як науковий керівник брав і бере участь у довгострокових міжнародних дослідницьких проектах: 
«Магнітні поля у ранньому Всесвіті», «Перевірка фундаментальної фізики за допомогою високоточних космологічних досліджень», «Фізика стерильних нейтринів» за підтримки Національного Наукового Фонду Швейцарії, "Низькоенергетичні границі Стандартної Моделі фізики елементарних частинок" за підтримки Національного Фонду досліджень Німеччини, «Сильновзаємодіюча та темна матерія» за підтримки NORDITA (Норвегія)
З 2017 р. є одним з Team Leaders  колаборації SHiP (Search for Hidden Particles) на Великому Адронному коллайдері у CERN (Женева, Швейцарія), метою якого є пошук нової фізики у великій недослідженій області слабо взаємодіючих частинок з масами, нижчими за поріг Фермі, та вивчені фізики правокіральних нейтрино.
С. Вільчинський отримував індивідуальні гранти від CRDF (2005 р.), Академії наук Німеччини (2006 р., 2008 р.), DAAD (2002 р., 2011 р, 2015 р, 2019 р), Swiss National Science Foundation (2009 р, 2014 р., 2019 р) для реалізації наукових проектів у сфері космології раннього Всесвіту та теорії конденсованого стану.
У 2015 році обраний до академічної ради секції «Фізики низьких температур» Національної Академії Наук України, 
у 2021  році висунутий кандидатом в члени-кореспонденти НАН України, відділення фізики та астрономії.
Наукові публікації та наукометричні показники:  
автор  72 наукових статей у базі SCOPUS;
у червні 2023 року індекс Гірша С. Вільчинського за версією Scopus дорівнює 16 , 
а за версією проекту Google Академія — 16